# Château de Crans
Le château de Crans est un château situé dans la commune vaudoise de Crans, en Suisse.

## Histoire
Il a été construit entre 1764 et 1768 par l'architecte genevois Jean-Louis Bovet d'après un plan établi par Jallier pour le banquier Antoine Saladin (1725-1811) qui fut à Paris l'allié de Marie-Thérèse Rodet Geoffrin et de sa fille Marie-Thérèse de La Ferté-Imbault pour l'administration de la Manufacture royale de glaces de miroirs. 
Le château, restauré à plusieurs reprises au cours des siècles, est de forme ovale et construit en molasse. Il se dresse au sommet d'un coteau de vignoble, au-dessus du lac Léman et représente, de par sa construction, un exemple de château de plaisance du XVIIIe siècle avec ses grandes baies vitrées et de larges balcons.
Le château est classé comme bien culturel d'importance nationale. Toujours propriété des descendants d'Antoine Saladin, il est de nos jours le siège d'un domaine viticole de plus de 11 hectares et résidence de la famille de Marignac, originaire d'Uzès, réfugiée à Genève au début du XVIIIe siècle à la suite de la révocation de l'édit de Nantes.
L'archéologue et philanthrope suisse Marguerite van Berchem (1892 - 1984) a séjourné durant son enfance au château de Crans.